# Vrh (żupania istryjska)
Vrh – wieś w Chorwacji, w żupanii istryjskiej, w mieście Buzet. W 2011 roku liczyła 124 mieszkańców.